# Флойд (округ, Вірджинія)
Шаблон:StateAbbr_ 36°56′ пн. ш. 80°22′ зх. д. / 36.94° пн. ш. 80.36° зх. д.
Округ  Флойд (англ. Floyd County) — округ (графство) у штаті  Вірджинія, США. Ідентифікатор округу 51063.

## Історія
Округ утворений 1831 року.

## Демографія
За даними перепису 2000 року загальне населення округу становило 13874 осіб, усе сільське. Серед мешканців округу чоловіків було 6849, а жінок — 7025. В окрузі було 5791 домогосподарство, 4160 родин, які мешкали в 6763 будинках. Середній розмір родини становив 2,83.
Віковий розподіл населення поданий у таблиці:
| Стать    | До 15 років | 15-21 | 22-29 | 30-39 | 40-49 | 50-65 | 65-85 | Понад 85 |
| -------- | ----------- | ----- | ----- | ----- | ----- | ----- | ----- | -------- |
| Чоловіки | 1256        | 607   | 637   | 1001  | 1054  | 1377  | 843   | 74       |
| Жінки    | 1291        | 506   | 576   | 956   | 1044  | 1363  | 1064  | 225      |

## Суміжні округи
- Роаноук — північ
- Франклін — схід
- Патрік — південний схід
- Керролл — південний захід
- Пуласкі — північний захід
- Монтгомері — північний захід

## Виноски
1. ↑  U.S. Decennial Census. United States Census Bureau. Архів оригіналу за 26 квітня 2015. Процитовано 2 січня 2014.
2. ↑  Historical Census Browser. University of Virginia Library. Архів оригіналу за 11 серпня 2012. Процитовано 2 січня 2014.
3. ↑  Population of Counties by Decennial Census: 1900 to 1990. United States Census Bureau. Процитовано 2 січня 2014.
4. ↑  Census 2000 PHC-T-4. Ranking Tables for Counties: 1990 and 2000 (PDF). United States Census Bureau. Процитовано 2 січня 2014.
5. ↑  State & County QuickFacts. United States Census Bureau. Архів оригіналу за 7 червня 2011. Процитовано 2 січня 2014. [Архівовано 2011-06-07 у Wayback Machine.](англ.) Наведено за англійською вікіпедією.
6. ↑  American FactFinder. Бюро перепису населення США. Архів оригіналу за 26 лютого 2012. Процитовано 31 січня 2008. [Архівовано 2008-05-21 у Wayback Machine.]

| США | Це незавершена стаття з географії США. Ви можете допомогти проєкту, виправивши або дописавши її. |